# Louis Sévèke
Jean Louis Bernhard Sévèke (Venray, 28 de abril de 1964 - Nimega, 15 de noviembre de 2005) fue un activista de izquierda, periodista y escritor de los Países Bajos. Se hizo conocido por sus acciones legales contra la policía y el Servicio de Inteligencia de los Países Bajos.

## Asesinato
Fue asesinado el 15 de noviembre de 2005, a la edad de 41 años, en el centro de Nimega. Los rumores que implicaban a la policía o a los servicios secretos en su asesinato fueron abundantes desde el momento de su muerte. Un año después de su muerte, la policía no parecía tener pistas notables sobre el caso.
El 28 de marzo de 2007, el fiscal del caso reveló que Martinus Hendrikus Tega, de 38 años, ciudadano de Róterdam, había confesado ser el autor del asesinato. El asesino y la víctima se conocían del Movimiento Okupa. Al día siguiente se hizo público que el móvil más probable del asesinato había sido la venganza. Se ha sugerido que Sévèke sospechaba que Tega podía ser un informante del Servicio Secreto, y Tega había "jurado venganza" en su diario por haber sido expulsado del Movimiento Okupa a causa de esa sospecha. La familia de Sévèke niega que Tega fuera expulsado del Movimiento Okupa, afirmando en su lugar que se había alejado por propia voluntad a raíz de una discusión sobre la obtención de dinero de los propietarios de las casas "okupadas" para abandonarlas.